# Ariogala
Ariogala es una pequeña ciudad de 3.550 habitantes (2006) en el centro de Lituania. Pertenece al Distrito Municipio de Raseiniai del Condado de Kaunas. La ciudad está ubicada a 31 km al sureste de Raseiniai, en la orilla izquierda del río Dubysa. Tiene una iglesia católica.
Ariogala es mencionada por primera vez en registros escritos en 1253. En siglo XIV fue un castillo. Consiguió los derechos de Magdeburgo en 1792. 
En los alrededores de ciudad, se encuentran los hermosos paisajes del Valle de Dubysa. A 2 km de la ciudad hay un manantial.
- Datos: Q1004320
- Multimedia: Ariogala / Q1004320